# 生野西
生野西（いくのにし）は、大阪府大阪市生野区にある町名。現行行政地名は生野西一丁目から生野西四丁目。

## 地理
生野区の南西部に位置し、東に生野東、南東に林寺、北に勝山南、南西に阿倍野区、西に天王寺区と接している。

## 世帯数と人口
2019年（平成31年）3月31日現在の世帯数と人口は以下の通りである。
| 丁目         | 世帯数    | 人口    |
| ------------ | --------- | ------- |
| 生野西一丁目 | 1,021世帯 | 1,790人 |
| 生野西二丁目 | 321世帯   | 574人   |
| 生野西三丁目 | 640世帯   | 1,163人 |
| 生野西四丁目 | 1,046世帯 | 1,895人 |
| 計           | 3,028世帯 | 5,422人 |

### 人口の変遷
国勢調査による人口の推移。
| 1995年（平成7年）  | 6,886人 | [ 5 ] |  |
| 2000年（平成12年） | 6,391人 | [ 6 ] |  |
| 2005年（平成17年） | 6,233人 | [ 7 ] |  |
| 2010年（平成22年） | 5,880人 | [ 8 ] |  |
| 2015年（平成27年） | 5,767人 | [ 9 ] |  |

### 世帯数の変遷
国勢調査による世帯数の推移。
| 1995年（平成7年）  | 2,756世帯 | [ 5 ] |  |
| 2000年（平成12年） | 2,699世帯 | [ 6 ] |  |
| 2005年（平成17年） | 2,800世帯 | [ 7 ] |  |
| 2010年（平成22年） | 2,763世帯 | [ 8 ] |  |
| 2015年（平成27年） | 2,826世帯 | [ 9 ] |  |

## 事業所
2016年（平成28年）現在の経済センサス調査による事業所数と従業員数は以下の通りである。
| 丁目         | 事業所数  | 従業員数 |
| ------------ | --------- | -------- |
| 生野西一丁目 | 53事業所  | 172人    |
| 生野西二丁目 | 60事業所  | 299人    |
| 生野西三丁目 | 71事業所  | 477人    |
| 生野西四丁目 | 114事業所 | 373人    |
| 計           | 298事業所 | 1,321人  |

## 交通
- 国道25号

## 施設
- 大阪市立生野中学校
- 大阪市立西生野小学校
- 大阪西生野郵便局
- 生野本通郵便局
- スーパー玉出 勝山店

## その他

### 日本郵便
- 〒544-0024[3]（集配局：生野郵便局[11]）